# کلاس معکوس
کلاس معکوس (به انگلیسی: Flipped Classroom) شکل جدیدی از کلاس‌های درسی است. در این کلاس‌ها فعالیت‌هایی که به‌طور سنتی در کلاس‌های درس انجام می‌شدند (مثل تدریس مطالب اصلی هر درس) توسط دانشجویان و دانش‌آموزان در خانه انجام می‌شوند.
دانشجویان و دانش‌آموزان برای یادگیری محتوای دروس از فیلم‌های آموزشی استفاده می‌کنند که می‌توانند آن‌ها را از طریق درس باز آنلاین بزرگ، یوتیوب، وبگاه تد یا هر سیستم آموزش الکترونیکی تهیه کنند و فعالیت‌هایی که به‌طور سنتی در خانه انجام می‌شدند (مانند انجام تکالیف و پروژه‌های درسی) در کلاس انجام می‌شوند. در این شیوه فعالیت‌های آموزشی پایه شامل مطالعه کتب مرجع و سایر منابع آموزشی توسط دانشجویان در منزل صورت پذیرفته، و کلاس محلی است که در آن مفاهیم برداشت شده توسط دانشجویان از طریق ویدئوکنفرانس به استاد ارائه می‌گردد. استاد در طی ارائه‌ها ایرادات احتمالی را تذکر می‌دهد اما چندان به مباحث جزئی ورود پیدا نمی‌کند، در عوض از زمان آزاد شده در جهت راهنمایی‌های عمومی، ایجاد انگیزش و تفکر کل‌نگر استفاده می‌نماید. برای اجتناب از امکان جا افتادن برخی دانشجویان از مباحث درسی، کلاس‌ها در فواصل کوتاه و هفتگی، پس از مطالعه هر بخش از مطالب معین شده توسط استاد در برنامه و طرح درس، بصورت دوره‌ای برگزار می‌شود. با توجه به بازخورد دریافتی از دانشجویان منابع آموزشی دوره‌ای نیز توسط استاد به آنان ارسال می‌گردد.

## پیشینهٔ تاریخی
سلمان خان بنیانگذار آکادمی خان با اجرای یک برنامهٔ تد در سال ۲۰۱۱ به گسترش کلاس معکوس کمک شایانی کرد.
دو معلم آمریکایی به نام‌های جان برگمن و آرون سمز برای نخستین‌بار این شیوه را در سال ۲۰۰۶ در کلاس‌های خود به کار گرفتند. این دو معلم کتاب یادگیری معکوس در دورهٔ ابتدایی، یادگیری معکوس و... را تألیف نموده‌اند. این کتاب‌ها به فارسی ترجمه شده‌است. 

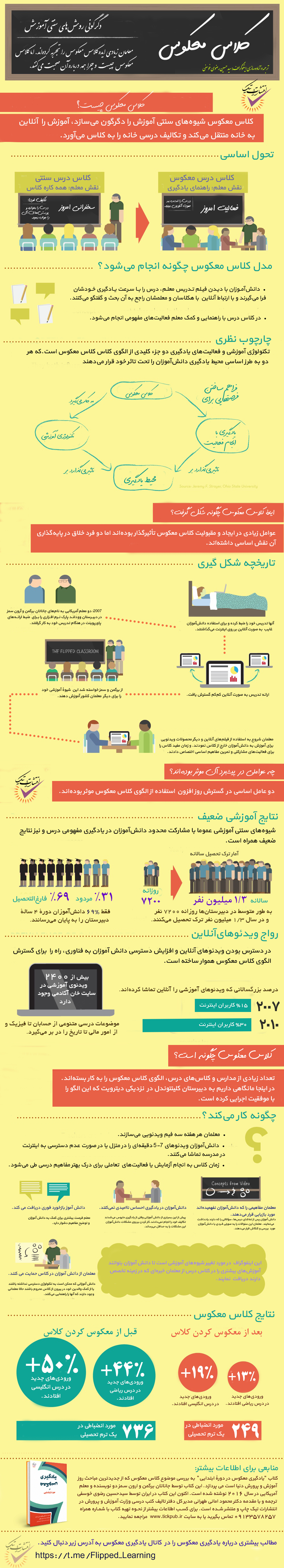
اینفوگرافی کلاس معکوس

## مزایای شیوه آموزش کلاس معکوس
مزایای این شیوه آموزشی عبارتنداز: انجام فعایت‌های پایه آموزشی توسط دانشجویان و بصورت غیرحضوری، انتقال ظرفیت بالاتر علمی در طول یک دوره زمانی کوتاه، ارتباط موثرتر دانشجویان مسلط به اصول درس با استاد، یادگیری ماندگارتر مطالب در شخص ارائه دهنده  (Edgar, 1954) و تمرین مداوم برای دستیابی به سطوح بالای یادگیری در مقام اشخاص ارزیابی کننده  (Anderson & Krathwohl, 2001).
از چالش‌های احتمالی در اجرای این شیوه آموزشی می‌توان به فرد‌محور بودن فعالیت‌های پایه اشاره کرد که برای عده‌ای مزیت و برای عده دیگری با سبک یادگیری استادمحور ضعف محسوب می‌گردد. راهکار پیشنهادی نیز در دسترس بودن استاد از طریق ایمیل و حتی چت در فواصل بین جلسات برای پاسخ دادن به سوالات احتمالی دانشجویان و تهیه و تدوین منابع متنوع و جدید چندرسانه‌ای برای اجرای دوره بصورت فراگیر می‌باشد.